# Spariolenus darvazicus
Espèce
Spariolenus darvazicus est une espèce d'araignées aranéomorphes de la famille des Sparassidae.

## Distribution
Cette espèce est endémique du Haut-Badakhchan au Tadjikistan,. Elle se rencontre dans les monts Darvoz vers Vanj.

## Description
La femelle holotype mesure 24,0 mm.

## Systématique et taxinomie
Cette espèce a été décrite par Fomichev en 2024.

## Étymologie
Son nom d'espèce lui a été donné en référence au lieu de sa découverte, le Darvaz.

## Publication originale
- (en) Fomichev, « Two new Spariolenus Simon, 1880 species from Pamir Mountains in Tajikistan – the first representatives of Heteropodinae in Central Asia », Acta Biologica Sibirica, vol. 10,‎ 2024, p. 547-560